# Holanda del Sud
Holanda del Sud (Zuid-Holland) és una província dels Països Baixos. És el resultat de la partició, el 1840, de la regió d'Holanda, una de les integrants de la República de les Províncies Unides (l'altra meitat és Holanda del Nord, que queda al nord). Està situada a l'oest del país, a la desembocadura del Rin.
És la més poblada de les províncies dels Països Baixos, amb més del 20% de la seva població total (bona part d'ella situada a l'aglomeració del Randstad juntament amb ciutats de les províncies veïnes d'Holanda del Nord i Utrecht).
La seva capital és La Haia.

## Bandera

Bandera utilitzada de 1948 a 1985.

La bandera d'Holanda del Sud (neerlandès: vlag van Zuid-Holland) fou adoptada el 15 d'octubre de 1985 pel Consell Provincial d'Holanda del Sud reemplaçant la bandera utilitzada des del 22 de juny de 1948. La bandera representa un lleó rampant vermell contornejat en negre i lleugerament desplaçat cap al pal sobre un camp groc. El disseny es basa en l'escut, procedent del segle xii, del comtat d'Holanda: Un lleó rampant de gules sobre camp d'or.

## Localitats importants
- Delft
- Gouda
- Leiden
- La Haia
- Rotterdam

## Estats provincials
| Eleccions als Estats provincials | Eleccions als Estats provincials | Eleccions als Estats provincials | Eleccions als Estats provincials | Eleccions als Estats provincials |
| Partit                           | 2003                             | 2003                             | 2007                             | 2007                             |
| Partit                           | %                                | Escons                           | %                                | Escons                           |
| -------------------------------- | -------------------------------- | -------------------------------- | -------------------------------- | -------------------------------- |
| CDA                              | 23,1                             | 20                               | 21,5                             | 13                               |
| VVD                              | 21,4                             | 18                               | 20,3                             | 12                               |
| PvdA                             | 23,5                             | 20                               | 17,0                             | 10                               |
| Partit Socialista                | 5,1                              | 4                                | 13,5                             | 8                                |
| ChristenUnie                     | 3,9                              | 3                                | 6,9                              | 4                                |
| GroenLinks                       | 6,3                              | 5                                | 5,9                              | 3                                |
| SGP                              | 4,7                              | 4                                | 4,3                              | 2                                |
| PvdD                             | -                                | -                                | 3,1                              | 1                                |
| Leefbaar Zuid-Holland            | 1,2                              | 1                                | 3,0                              | 1                                |
| D66                              | 4,9                              | 4                                | 2,6                              | 1                                |
| LPF                              | 4,7                              | 4                                | -                                | -                                |
| Participació                     | 45,2                             | 83                               | 44,0                             | 55                               |